# Christian Petzold (regista)
Christian Petzold (Hilden, 14 settembre 1960) è un regista e sceneggiatore tedesco.

## Biografia

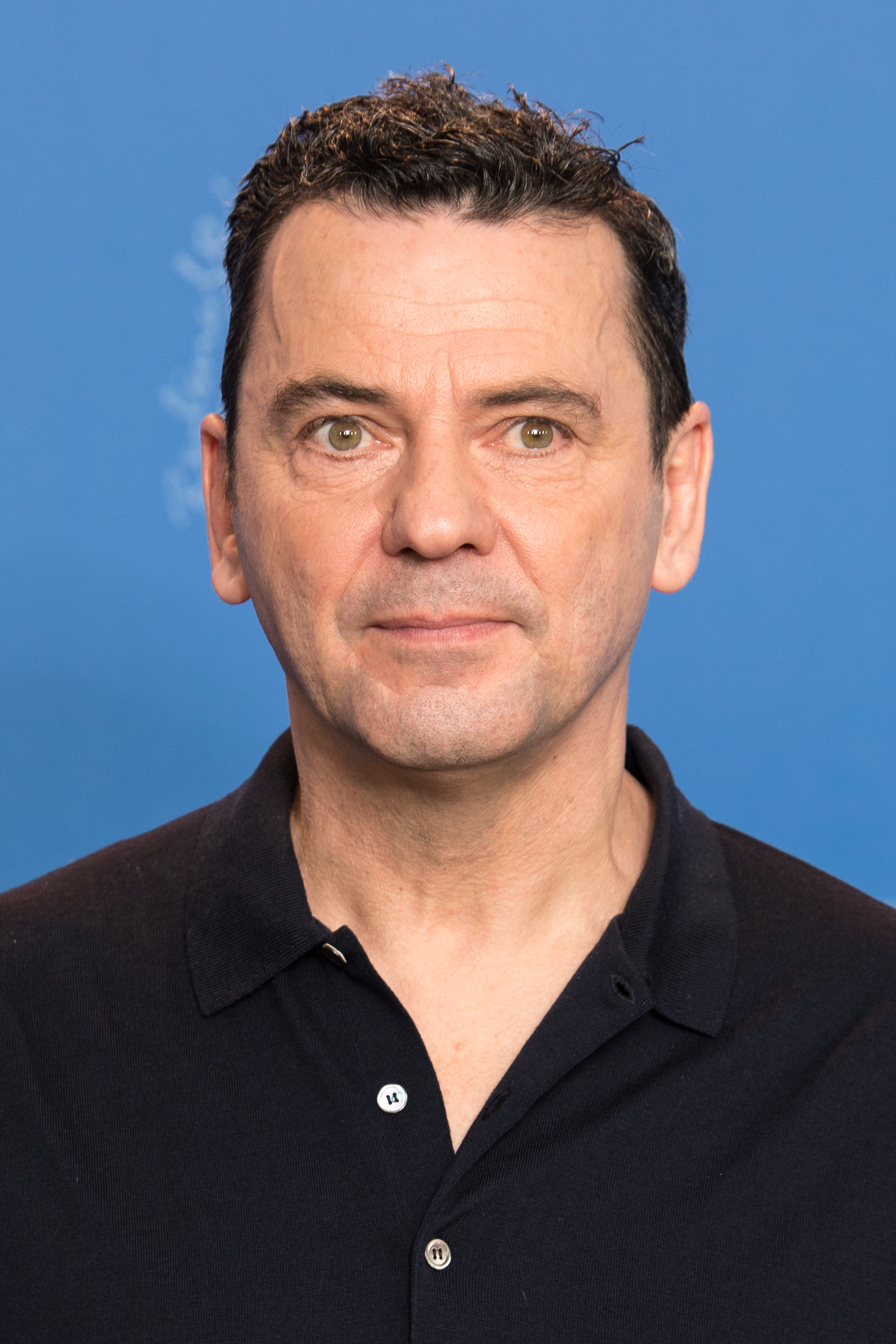
Christian Petzold nel febbraio 2018

Nato a Hilden e cresciuto in Haan, dopo il diploma nel 1979, svolse il servizio civile in un piccolo club cinematografico della YMCA locale, in cui si proiettavano film a adolescenti con problemi. Dal 1981 si trasferì a Berlino, dove studiò Teatro e Germanistica alla Libera Università di Berlino. Nel periodo 1988-1994 completò la sua formazione presso la Deutsche Film- und Fernsehakademie Berlin (DFFB).
Il suo primo film fu Pilotinnen, che diresse per la sua laurea nel 1995. Nel 2005 il suo film Gespenster fu presentato al Festival internazionale del cinema di Berlino, come pure il suo film del 2007 Yella. Petzold scrive da solo le sue sceneggiature, spesso collaborando con Harun Farocki. Siccome Farocki fu suo insegnante alla DFFB, egli ebbe ed ha una grande influenza su Petzold (così come l'hanno Angela Schanelec e Thomas Arslan); questo fatto pone tradizionalmente Petzold all'interno della cosiddetta Scuola di Berlino.
Comunque, mentre questo gruppo è spesso associato con un ritorno al realismo e al cinema politico, gli ultimi film di Petzold, a partire da Die innere Sicherheit, trattano principalmente di conflitti tra la vita e la morte attraverso situazioni lavorative. In Gespenster il protagonista conduce un'esistenza simile a quella di un fantasma, in Yella il protagonista è, probabilmente, già morto al principio del film. Queste tre pellicole furono raggruppate nella cosiddetta Gespenster Trilogy.
Il film del 2008 Jerichow fu la sua quarta collaborazione con Nina Hoss dopo Something to remind me (in tedesco: Toter Mann), Wolfsburg e Yella. La trama narra di un soldato che, ritornato dall'Afghanistan a Prignitz, resta coinvolto in una relazione con una donna sposata. Il film ottenne una nomination nella competizione principale della 65ª Mostra internazionale d'arte cinematografica di Venezia nel 2008.
Nel 2009, Petzold fu nominato per questo film come best director per il premio Deutscher Filmpreis.
Nel 2023 ha vinto l'Orso d'argento, gran premio della giuria alla 73ª edizione del Festival internazionale del cinema di Berlino con il film Roter Himmel.

## Filmografia
Cinema
- Die innere Sicherheit (2000)
- Wolfsburg (2003)
- Gespenster (2005)
- Yella (2007)
- Jerichow (2008)
- La scelta di Barbara (Barbara) (2012)
- Il segreto del suo volto (Phoenix) (2014)
- La donna dello scrittore (Transit) (2018)
- Undine - Un amore per sempre (Undine) (2020)
- Il cielo brucia (Roter Himmel) (2023)

Televisione
- Pilotinnen – film TV (1995)
- Cuba Libre – film TV (1996)
- Die Beischlafdiebin – film TV (1998)
- Toter Mann – film TV (2001)
- Dreileben – miniserie TV, 1 episodio (2011)
- Polizeiruf 110 – serie TV, episodi 44x03-45x04-47x08 (2015-2018)

## Premi
- 1996: Max Ophüls assistance award in category feature-length film for Cuba Libre
- 2001: Verband der deutschen Filmkritik award as best acting film for Die innere Sicherheit
- 2001: Deutscher Filmpreis award in category best movie for Die innere Sicherheit
- 2002: Academy of Arts, Berlin, television award for Toter Mann
- 2002: Deutscher Fernsehpreis for Toter Mann
- 2003: Adolf Grimme Award for Toter Mann
- 2003: FIPRESCI award in panorama of Internationale Filmfestspiele Berlin for Wolfsburg
- 2005: Adolf Grimme golden award for Wolfsburg[5]
- 2005: Findlingspreis / Findling Award for Gespenster
- 2006: Verband der deutschen Filmkritik award as best acting film for Gespenster
- 2008: Verband der deutschen Filmkritik award as best acting film for Yella
- 2009: Verband der deutschen Filmkritik award as best acting film for Jerichow[6]
- 2009: Film award of German city Hof (Saale) (Internationale Hofer Filmtage)
- 2012: Silver Bear for Best Director of Internationale Filmfestspiele Berlin for Barbara